# Tetraponera triangularis
Tetraponera triangularis is een mierensoort uit de onderfamilie van de Pseudomyrmecinae. De wetenschappelijke naam van de soort is voor het eerst geldig gepubliceerd in 1910 door Stitz.